# Ceratocephale wakasaensis
Ceratocephale wakasaensis är en ringmaskart som beskrevs av Hayashi och Hanaoka 2000. Ceratocephale wakasaensis ingår i släktet Ceratocephale och familjen Nereididae. Inga underarter finns listade i Catalogue of Life.